# Anton Niessing
Anton Niessing (* 2. März 1861 in Emsdetten; † 16. Dezember 1939 in Baden-Baden) war ein deutscher Maler.
Nach seiner Schulzeit ging er nach Osnabrück in die Lehre und arbeitete danach als kaufmännischer Angestellter in seinem Heimatort. Der Militärdienst verschlug ihn nach München, wo er nach dem vorzeitigen Ausscheiden ein Studium an der Kunstakademie bei Karl Raupp und später an der Malschule des ungarischen Malers Simon Hollósy aufnahm. Über Idar-Oberstein kam er nach Gutach im Schwarzwald in die Malerkolonie um Wilhelm Hasemann. Dort lernte er seine spätere Frau Cornelia Frick aus Baden-Baden kennen. Dort ließen sie sich ab 1903 bis zu seinem Tod 1939 nieder.
Bekannt ist Niessing unter anderem für seine religiösen Gemälde, zum Beispiel die Mater dolorosa, Die Visionen des hl. Franziskus, der Arme Lazarus und der Studienkopf eines Mönchs sowie seine Gemälde in den Kirchen von Mettingen und Steinbach. Auch auf dem Gebiet der Heimatmalerei schuf er zahlreiche Werke, darunter Landschaftsbilder wie die Frühlingslandschaft am Niederrhein und Handwerksporträts wie Schwerings alte Handwebstube. Ein Bildnis seiner Tochter ist im Museum Baden-Baden ausgestellt.